# Qui garde le chien ?
Pour plus de détails, voir Fiche technique et Distribution.
Qui garde le chien ? est un film indépendant américain réalisé par Huck Botko, ayant pour vedettes Alicia Silverstone et Ryan Kwanten, sorti le 13 septembre 2016 aux États-Unis,.
Étant un film indépendant, il obtient une première diffusion française le 9 novembre 2019 sur C8.

## Synopsis
Quand Clay et Olive rompent d’un commun accord, ils ont un problème pour savoir qui aura la garde de leur labrador Wesley.

## Distribution
- Alicia Silverstone : Olive Greene
- Ryan Kwanten : Clay Lonnergan
- Randall Batinkoff : Glenn Hannon
- Matty Ryan : Rhett